# Кулик Роман Романович
Рома́н Рома́нович Кули́к («Бомок»; 15 грудня 1972, м. Чортків, Тернопільська область — 14 лютого 2024, біля с-ща Білогорівка, Луганська область) — український громадський активіст, реконструктор, волонтер, військовослужбовець, солдат 81 ОАеМБр Збройних сил України, учасник російсько-української війни. Кавалер ордена «За мужність» III ступеня (2024, посмертно), почесний громадянин міста Чорткова (2024, посмертно).

## Життєпис
Роман Кулик народився 15 грудня 1972 року в місті Чорткові, нині Чортківської громади Чортківського району Тернопільської области України.
За фахом — історик.
Працював в охоронній структурі. Також займався реконструкцією військових подій, серед яких бої відомої Чортківської офензиви.
Учасник Революції гідності. Волонтерив від 2014 року, здійснив не одну поїздку на схід України.
Після початку широкомасштабного російського вторгнення вирушив на фронт. Служив водієм-електриком відділення збору та обробки інформації взводу безпілотних авіаційних комплексів батареї управління та артилерійської розвідки 81-ї окремої аеромобільної бригади.
Загинув 14 лютого 2024 року біля с-ща Білогорівки на Луганщині.
Похований на Алеї Героїв Ягільницького цвинтаря м. Чорткова.
Залишилися батько, брати та діти.

## Нагороди
- орден «За мужність» III ступеня (17 червня 2024, посмертно) — за особисту мужність, виявлену у захисті державного суверенітету та територіальної цілісності України, самовіддане виконання військового обов'язку[2];
- почесний громадянин міста Чорткова (2024, посмертно)[3].